# Siders
Siders (französisch Sierre) ist eine Stadt im Kanton Wallis in der Schweiz. Sie ist der Hauptort des Bezirks Siders.

## Geographie
Siders liegt im Rhonetal etwa auf halber Strecke zwischen Leuk und Grône. Der grösste Teil des Ortes liegt am Nordufer der Rhone. Am südlichen Ortsrand von Siders liegt der Talausgang des Val d’Anniviers (deutsch: Eifischtal). Die aus dem Val d’Anniviers kommende Navisence mündet bei Siders in die Rhone. Die vom Hochplateau um die Gemeinde Crans-Montana kommende Monderèche durchfliesst Siders und mündet hier in die Rhone.

## Stadtbild
Die Altstadt von Siders befindet sich auf der Nordseite der Rhone und wird massgeblich durch sechs Hügel (Goubing, Pradegg, Colline du château Mercier, Géronde, Planzette und Colline de l’ancien Sierre) geprägt, die durch den Felssturz der Varneralp nach dem Rückzug des Rhonegletschers um 16'000 v. Chr. entstanden sind.

## Geschichte
Auf den Hanglagen und den beschriebenen Hügeln finden sich vorzeitliche und antike Siedlungsspuren. Die Bedeutung von Siders gründet auf seine Lage an der Handelsstrasse zum Simplonpass und durch seine landwirtschaftliche Bedeutung, vor allem Weinanbau, ermöglicht durch komplexe Bewässerungssysteme (Suonen) ab dem Spätmittelalter.

Luftbild (1949)

Die Kapelle von Saint-Ginier gilt als eines der ältesten Gebäude (7. Jahrhundert). Das bedeutendste mittelalterliche Gebäude stellt die Ruine des Goubingturms von 1297 dar, die neben dem neuzeitlichen Schloss Mercier aus dem 19. Jahrhundert das Stadtbild prägt. Die im Tal gelegene Neustadt beherbergt das aus dem 15. Jahrhundert stammende Schloss Vidôme, die St. Catherinenkirche (17. Jahrhundert) und das aus dem 19. Jahrhundert stammende Rathaus.
Der Bahnhof Siders ging im Jahr 1868 in Betrieb, als das Teilstück Sitten-Siders der Simplonbahn eröffnet wurde. 1911 nahm die Standseilbahn Sierre-Montana-Crans den Betrieb auf.
1933 versuchte der Faschist Léon Zufferey mit dem Parti agraire Einfluss zu erlangen. Das schwere Erdbeben im Wallis im Jahr 1946 beschädigte viele Häuser in Siders.
Im Jahre 1972 schlossen sich die bis dahin selbstständige Gemeinde Granges im Talboden der Rhone und die Stadt Siders zusammen. Siders kam dadurch zu einem Territorium, das weit westlich Richtung Sion reicht.
1996 erhielt die Stadt mit dem Bau des A9-Abschnittes Autoroute du Rhône Sitten–Siders den Anschluss an das schweizerische Autobahnnetz. Siders verfügt über zwei Autobahnauffahrten: Sierre-Ouest und das heutige Autobahnende Sierre-Est. Dazwischen liegt der Sierre-Tunnel. Dort ereignete sich am Abend des 13. März 2012 ein Busunglück mit 28 Todesopfern, darunter 22 Kindern. Die Fortsetzung von Sierre-Est nach Visp und Brig ist im Bau.
Siders wurde während der Unwetter in der Schweiz im Sommer 2024 von einem Hochwasser der Rhone getroffen.
Es verwüstete Ende Juni 2024 das Wohnviertel Sous-Géronde und eine Fabrik von Novelis, in der Aluminium produziert wird.

## Bevölkerung
| Bevölkerungsentwicklung | Bevölkerungsentwicklung | Bevölkerungsentwicklung | Bevölkerungsentwicklung | Bevölkerungsentwicklung | Bevölkerungsentwicklung | Bevölkerungsentwicklung | Bevölkerungsentwicklung | Bevölkerungsentwicklung | Bevölkerungsentwicklung | Bevölkerungsentwicklung |
| ----------------------- | ----------------------- | ----------------------- | ----------------------- | ----------------------- | ----------------------- | ----------------------- | ----------------------- | ----------------------- | ----------------------- | ----------------------- |
| Jahr                    | 1802                    | 1850                    | 1900                    | 1950                    | 2000                    | 2010                    | 2012                    | 2014                    | 2016                    | 2021                    |
| Einwohner               | 724                     | 875                     | 1833                    | 7'161 (ohne Granges)    | 14'317 (mit Granges)    | 15527                   | 15945                   | 16547                   | 16817                   | 17115                   |

Die Stadt Siders zählt 17'663 Einwohner per 31. Dezember 2023. Sie liegt im französischsprachigen Mittelwallis an der Grenze zum deutschsprachigen Oberwallis. Mit ihrer relativ grossen deutschsprachigen Minderheit gilt Siders als zweisprachige Stadt, weswegen beispielsweise der Bahnhof zweisprachig als «Sierre/Siders» benannt ist. Die Zweisprachigkeit von Siders hat allerdings keinen offiziellen Status wie beispielsweise bei Biel. Französisch ist die alleinige Amtssprache.

## Politik
- Grüne: 11
- SP–CSP: 9
- CVP: 18
- FDP: 16
- SVP: 6

Sitzverteilung des Stadtparlaments (2021–2024)

### Stadtparlament
Der Siderser Generalrat (conseil géneral) ist die Legislative und besteht aus 60 Mitgliedern.

### Stadtregierung
Die Exekutive der Stadt Siders, der Conseil municipal, besteht aus neun Mitgliedern. Die parteipolitische Zusammensetzung für die Legislaturperiode 2021–2024 ist folgendermassen: FDP 3, CVP 3, SP 2, Grüne 1. Stadtpräsident ist Pierre Berthod (CVP).
- Grüne: 1
- SP: 2
- CVP: 3
- FDP: 3

Sitzverteilung in der Stadtregierung von Seiders

### Nationalratswahlen
Bei den Schweizer Parlamentswahlen 2019 betrugen die Wähleranteile in der Gemeinde Siders: CVP 27,7 %, SP 21,0 %, FDP 20,2 %, SVP 13,8 %,  Grüne 13,3 %, CSP 1,4 %.

## Wirtschaft
Zu Beginn des 20. Jahrhunderts gelangte Siders durch Aluminiumverhüttung, ermöglicht durch Strom aus einem Wasserkraftwerk im Val d’Anniviers, zu wirtschaftlicher Bedeutung.
Die Aluminiumfabrik Alcan (früher Alusuisse) beschäftigt 1070 Arbeiter in Siders, Steg und Chippis.
In Granges liegt der grösste Freizeitpark der Schweiz, das Happyland. Das Unternehmen Eversys stellt auf 11.000 m² in Siders Kaffeemaschinen her.

### Öffentlicher Verkehr
Der Nahverkehr in Siders wird durch verschiedene Anbieter abgedeckt. Die Bus Sierrois deckt mit vier Linien die Quartiere der Stadt Siders ab. Die Firma Bus Sierre-Montana-Crans bedient mit 2 Buslinien und einer Standseilbahn den nördlichen Bereich bis Crans-Montana, die Marty Transporte GmbH die Buslinie nach Varen und die PostAuto AG 4 Linien.

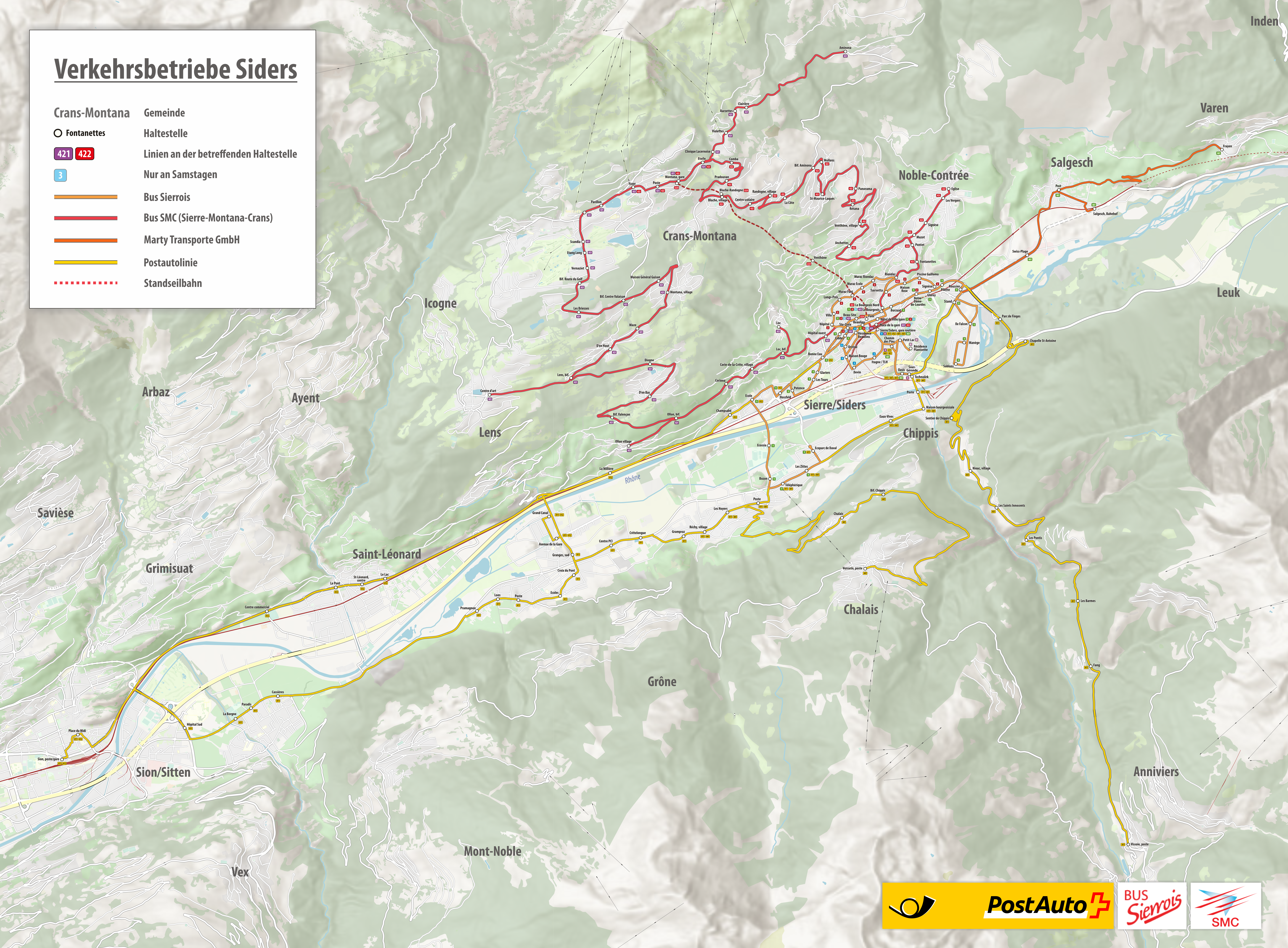
Liniennetzplan Verkehrsbetriebe in Siders

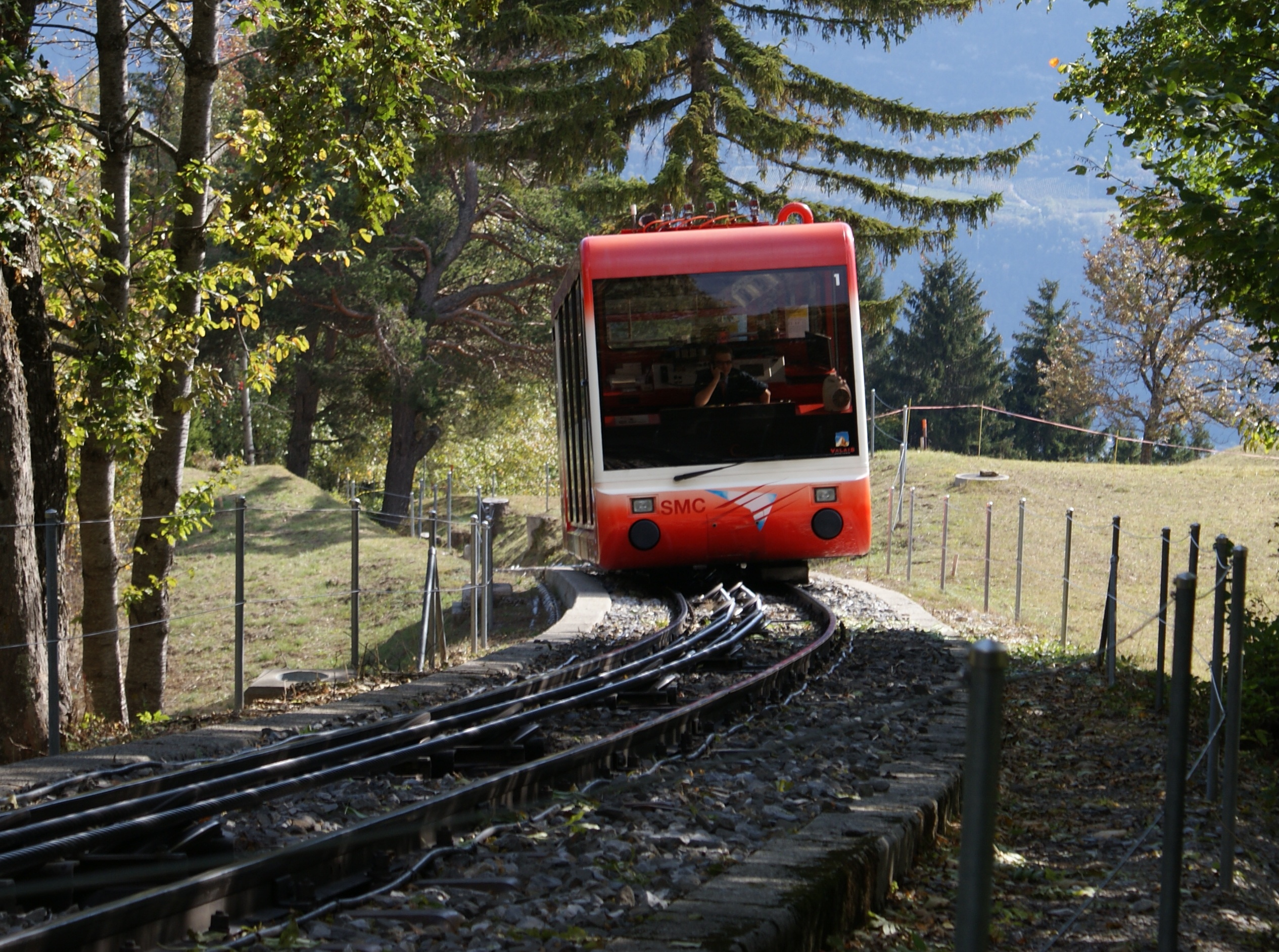
Standseilbahn der Sierre Montana Crans (SMC)

| Betreiber             | Linie | Strecke                                                   | Haltestellen | Art           |
| --------------------- | ----- | --------------------------------------------------------- | ------------ | ------------- |
| Bus Sierrois          | 1     | Chalais, téléphérique – Sablons                           | 24           | Bus           |
| Bus Sierrois          | 2     | Siders, Hôtel de Ville/gare – Siders, Hôtel de Ville/gare | 15           | Bus           |
| Bus Sierrois          | 3     | Siders, gare routière – Siders, Home Beaulieu             | 6 (11)       | Bus           |
| Bus Sierrois          | 4     | Siders, gare routière – Siders, SousGéronde               | 5            | Bus           |
| Bus SMC               | 421   | Siders, Place de la gare – Crans-Montana, Aminona         | 38           | Bus           |
| Bus SMC               | 422   | Siders, Place de la gare – Crans-Montana, Ycoor           | 26           | Bus           |
| Bus SMC               | 2225  | Siders – Crans-Montana, Montana, gare                     | 4            | Standseilbahn |
| Postauto              | 411   | Siders, gare routière – Sitten, Gare                      | 30           | Bus           |
| Postauto              | 412   | Siders, gare routière – Sitten, Gare                      | 15           | Bus           |
| Postauto              | 441   | Siders, gare routière – Vercorin, Poste                   | 15           | Bus           |
| Postauto              | 451   | Siders, gare routière – Vissoie, Poste                    | 12           | Bus           |
| Marty Transporte GmbH | 461   | Siders, gare routière – Varen, Frayen                     | 7            | Bus           |

## Kultur und Sehenswürdigkeiten
Siders beherbergt das Walliser Weinmuseum (Musée Valaisan de la Vigne et du Vin) und ein Rilke-Museum zum Gedenken an Rainer Maria Rilke. Rilke lebte von 1921 bis kurz vor seinem Tod 1926 im Château de Muzot, drei Kilometer von Siders entfernt am Südhang oberhalb von Siders.
Sein Grab befindet sich in Raron.
Bis 1966 war das Automobil-Bergrennen hinauf nach Crans-Montana Teil der Sportwagen-Weltmeisterschaft.
Volksfeste
- Fête de la sainte Cathérine (jeweils am letzten Montag des Novembers)
- Volkslauf Siders-Zinal
- Weinfest (VINEA).

Festival
- Sierre Blues Festival (im August)
- Festival Rilke (von 2000 bis 2012 alle 3 Jahre im August, seither unregelmässig)
- Week-end au bord de l’eau (im Juli)
- Von 1984 bis 2004 wurde in Sierre das Comicfestival «Festival de BD à Sierre» veranstaltet, damals das zweitgrösste europäische Comicfestival nach Angoulême.

## Bildung
In Siders befindet sich ein Standort der Fachhochschule Westschweiz, die HES-SO Valais-Wallis. Diese besteht aus fünf Schulen: Hochschule für Ingenieurwissenschaften, Hochschule für Wirtschaft (inklusive Tourismus), Hochschule für Gesundheit, Hochschule für Soziale Arbeit und die «édhéa – Schule für Gestaltung und Hochschule für Kunst Wallis». Insgesamt studieren in Siders knapp 2000 Studierende in 10 Studiengängen, daneben gibt es 8 Forschungsinstitute.

## Städtepartnerschaften
Siders pflegt Städtepartnerschaften mit
- Aubenas in Frankreich
- Cesenatico in Italien
- Delfzijl in den Niederlanden
- Schwarzenbek in Deutschland
- Zelzate in Belgien

## Sehenswürdigkeiten
- Château Mercier (1908 erbaut)
- Grand Hôtel Château Bellevue[12]
- Lac de Géronde

## Persönlichkeiten
- Emmanuel Amoos (* 1980), Politiker (SP)
- Claude Barras (* 1973), Animationsfilmer
- Kurt Baumgartner (* 1943), Radrennfahrer
- Kurt Bolliger (1919–2008), Chef der Schweizer Luftwaffe, Gemeindepräsident und Präsident des SRK
- Julien Bonvin (* 1999), Leichtathlet
- Ludwig Bonvin (1850–1939), schweizerisch-amerikanischer Kirchenmusiker, Komponist, Musikwissenschaftler und Musikpädagoge
- Bernard Fellay (* 1958), Generaloberer der Priesterbruderschaft St. Pius X.
- Oskar Freysinger (* 1960), Pädagoge und Politiker (SVP)
- Stéphane Grichting (* 1979), Fussballspieler
- Kreshnik Hajrizi (* 1999), kosovarisch-schweizerischer Fussballspieler
- Arian Kabashi (* 1996), kosovarisch-schweizerischer Fussballspieler
- Yann Marti (* 1988), Tennisspieler
- Marcel Mathier (1936–2021), Rechtsanwalt, Notar und Sportfunktionär
- Alexandre Moos (* 1972), Radrennfahrer
- Hans-Peter Pfammatter (* 1974), Jazzpianist und Komponist
- Jacques Plante (1929–1986), kanadischer Eishockeytorhüter
- Vincent Praplan (* 1994), Eishockeyspieler
- Laurence Revey (* 1965), Musikerin
- Jean-Noël Rey (1949–2016), Politiker und Manager
- Jean-Yves Rey (* 1970), Skibergsteiger, Berg- und Marathonläufer
- Antoine Salamin (* 1945), Architekt und Autorennfahrer
- Carlo Schmidt (* 1958), Künstler und Kurator
- Roberto Schmidt (* 1962), Politiker, Staatsrat des Kantons Wallis
- Jean Wicki (1933–2023), Bobfahrer

## Fotos

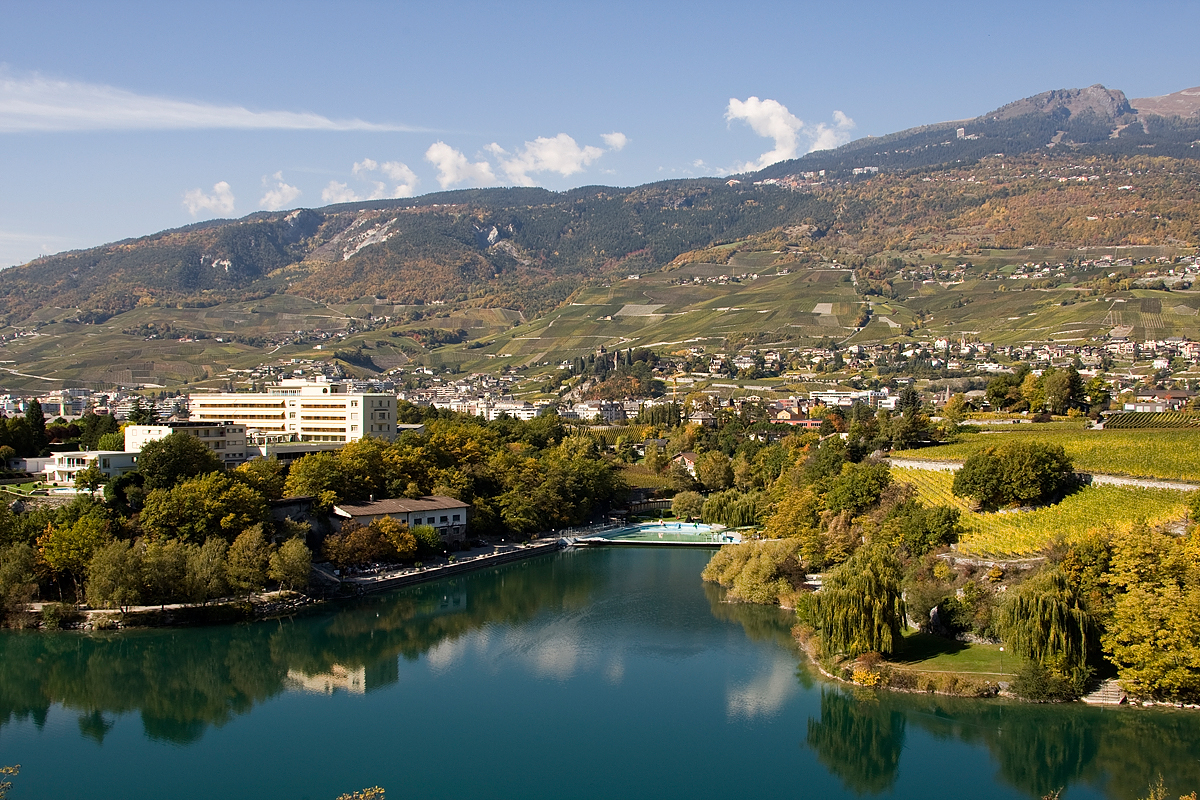
Der Grand Lac (Lac de Géronde)
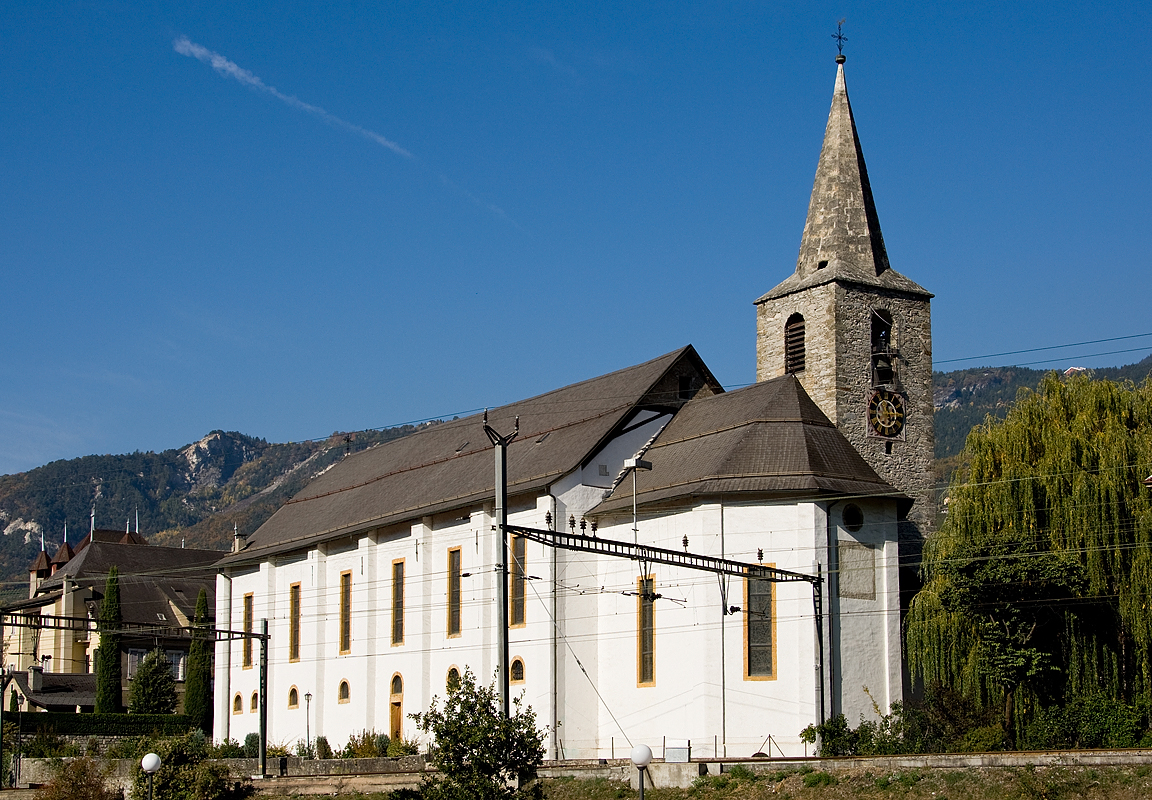
Die St. Catherinenkirche
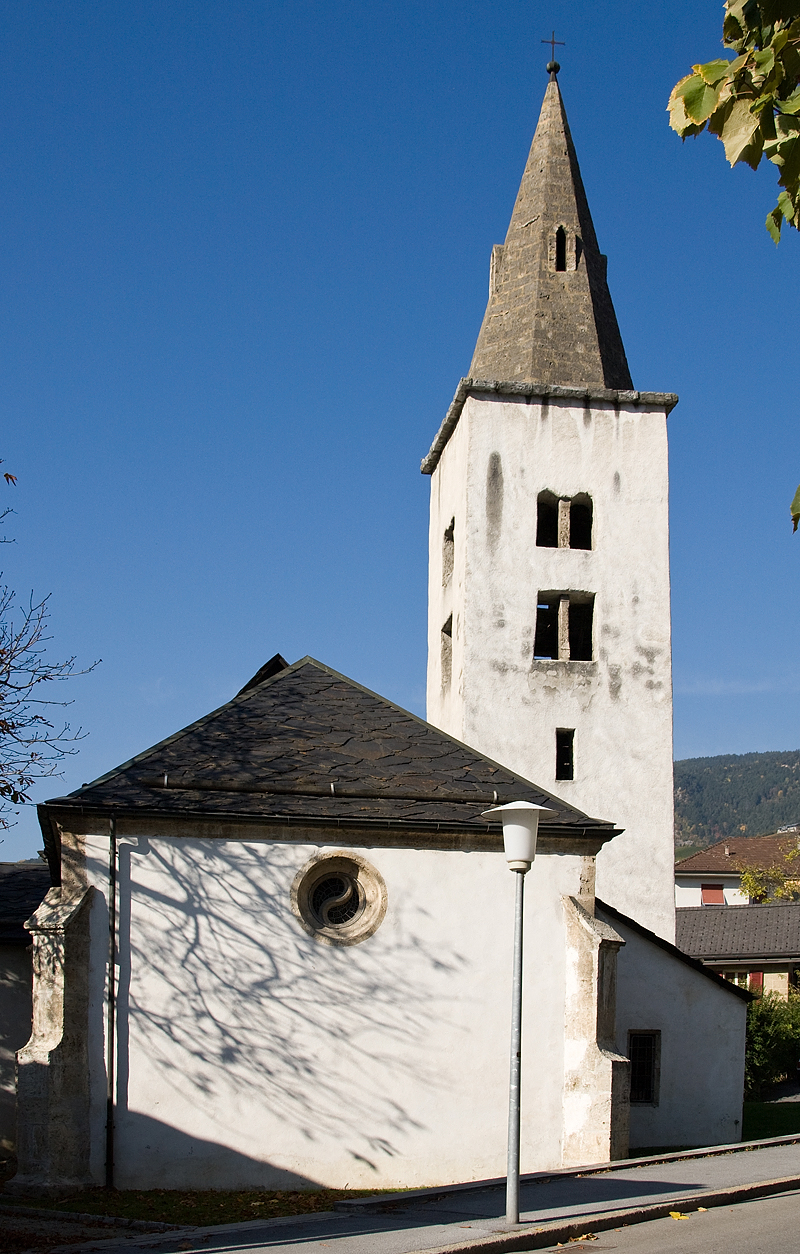
Notre-Dame du Marais
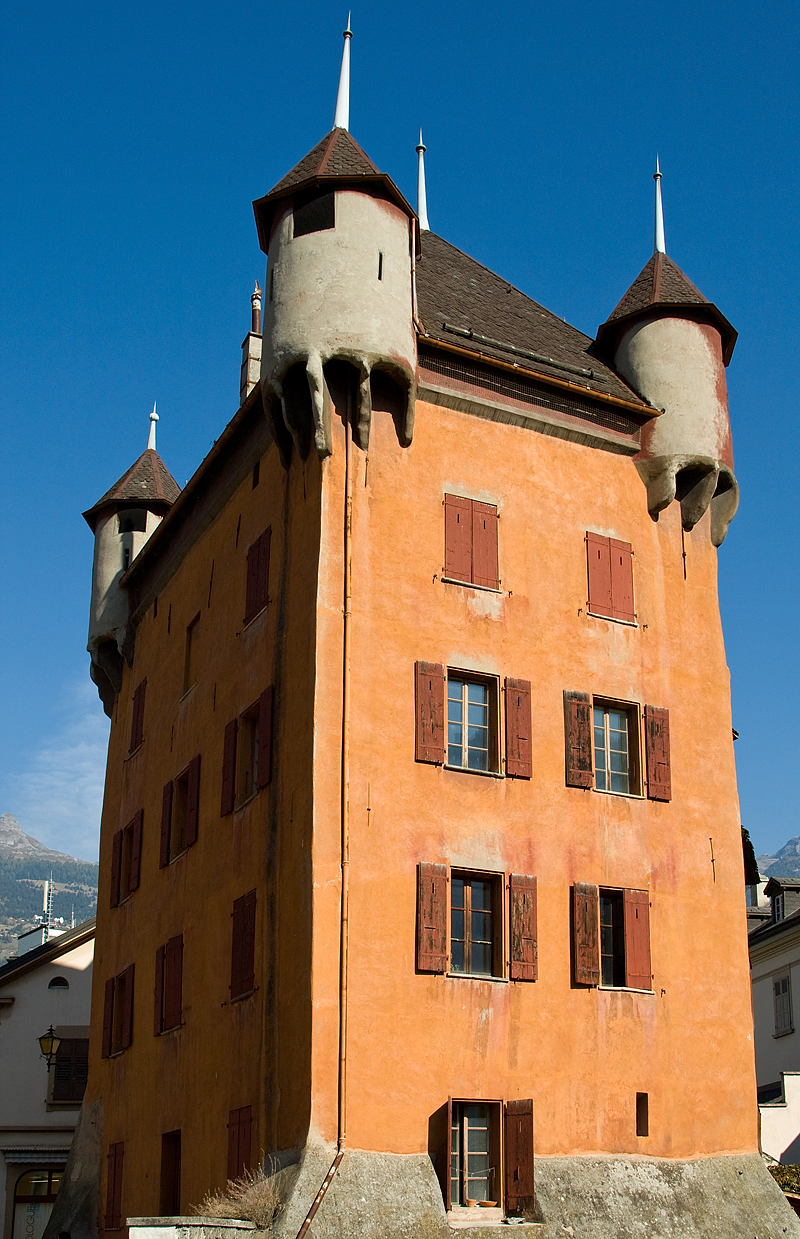
Schloss Vidôme